# 細擬翼項鰭鯰
細擬翼項鰭鯰，為輻鰭魚綱鯰形目項鰭鯰科的其中一種，為熱帶淡水魚類，分布於南美洲委內瑞拉Caura河流域，體長可達8.1公分，棲息在底層水域，生活習性不明。
其种加词来源于拉丁文“gracilis”，意为“纤细的”。